# Alibi (sång av Eddie Razaz)
Alibi är en låt av den svenska sångaren Eddie Razaz. Låten skrevs av Thomas G:son och Peter Boström. Den deltog i Melodifestivalen 2013 och tog sig till den tredje semifinalsträckan i tävlingen, men lyckades inte gå vidare till finalen.